# Giambologna
Giambologna, původním jménem Jean Boulogne, někdy nazýván též Giovanni da Bologna nebo Giovanni Bologna (1529 Douai – 13. srpna 1608 Florencie) byl vlámský sochař narozený na území Španělského Nizozemí (dnešní Francie). Působil v Itálii a často je označovaný za italského umělce. Byl klíčovým představitelem manýrismu.

## Život
Vyučil se v sochařské dílně Jacquesa Du Broecqa  (Dubroecqa), později vystudoval i antické sochařství v Římě, kde žil v letech 1555-1557. Seznámil se zde tam s dílem Michelangela, kterého velmi obdivoval. Při zpáteční cestě se zastavil ve Florencii, kde přijal nabídku Francesca Medicejského, vstoupil do jeho služeb a ve Florencii zůstal až do smrti, ačkoliv se nikdy nenaučil italsky. 
Pracoval zde též na zakázkách papeže Pia IV., pro kterého v roce 1566 vytvořil tzv. Neptunovu kašnu.
Je pohřben ve florentském kostele Santissima Annunziata, na jehož výzdobě se také významně podílel. 

## Dílo

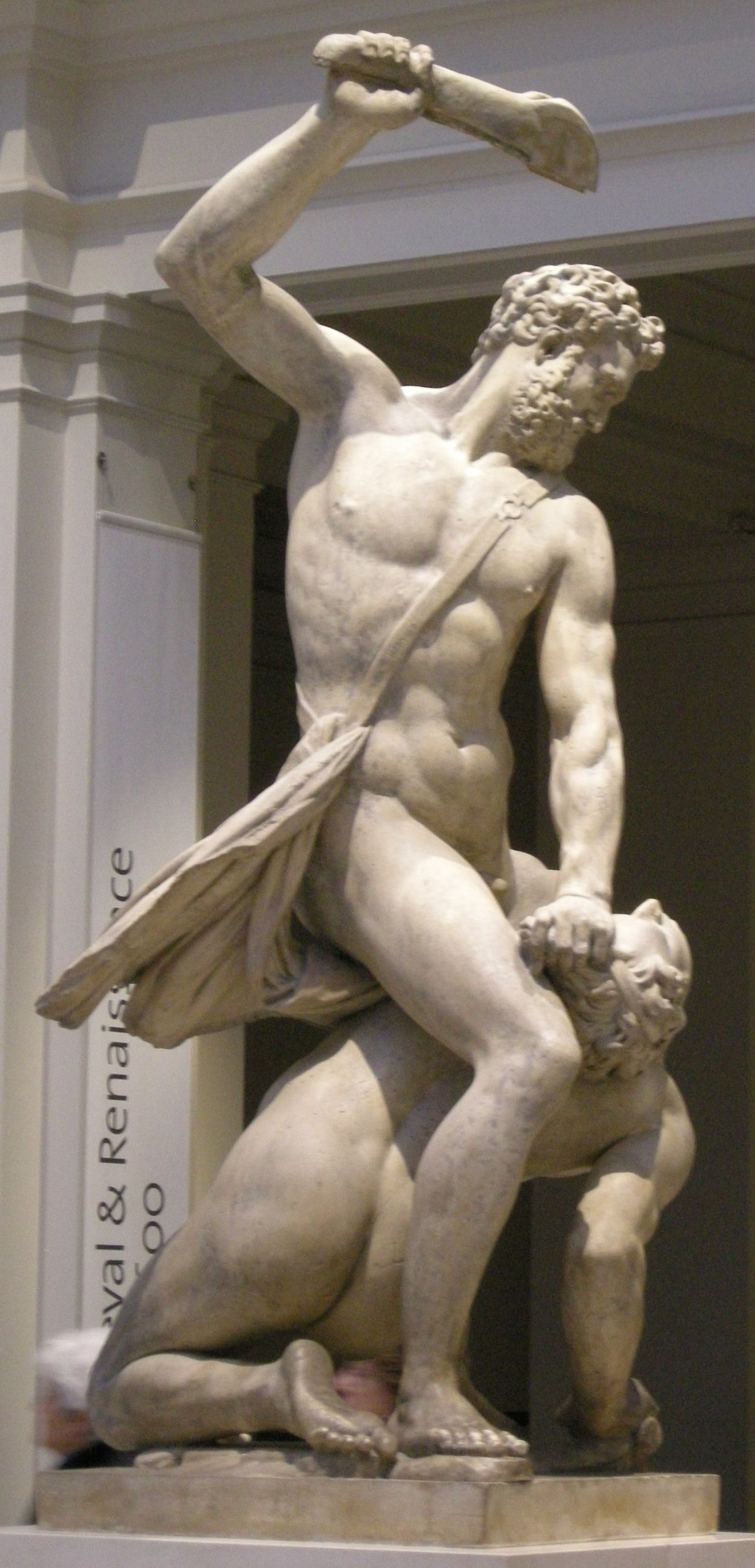
Samson zabíjí Pelištejce, 1562, Victoria and Albert Museum, Londýn

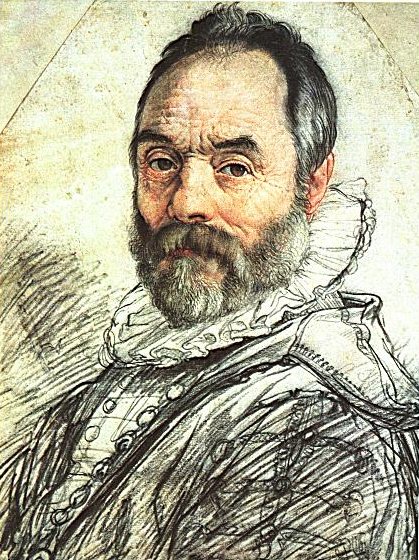
Giambolognův portrét od Hendrika Goltzia

Giambologna je považován za jednoho z nejlepších sochařů italského manýrismu. 
Tvořil především monumentální figury bohů či hrdinů antické mytologie. Pracoval hlavně s mramorem a bronzem. 
- Často tvořil akty, kterými zdobil kašny (např. socha Neptuna ve Florencii). Sérii mramorových soch vytvořil pro lodžii paláce Signorie (Samson zabíjí Pelištejce, Únos Sabinky, ad.).
- Jezdecké sochy – ve Florencii bronzová socha vévody Cosima I. Medicejského), která sloužila jako vzor pro mnoho jiných jezdeckých soch v Evropě.
- Portréty
- Bozzeta a komorní formáty - Giambologna byl úspěšným obchodníkem. Jeho dílna zhotovovala zmenšené repliky jeho soch a ve velkém se prodávaly. Tak se dostala do českých sbírek socha ukřižovaného Krista,

K jeho následovníkům bývá počítán například Gianlorenzo Bernini.